# Сарожа (река)
Сарожа — река в Вытегорском районе Вологодской области, приток Куржексы.
Вытекает из Большого Сарожского озера, расположенного рядом с деревней Озеро Андомского сельского поселения. Течёт на северо-запад в безлюдной болотистой местности, впадает в Куржексу в 5,2 км от её устья на территории Саминского сельского поселения. Основные притоки — Малая Сарожа, Холодный, Немецкий, все левые. Населённых пунктов на берегах реки нет. Длина реки составляет 23 км, площадь водосборного бассейна — 94 км².

## Данные водного реестра
По данным государственного водного реестра России относится к Балтийскому бассейновому округу, водохозяйственный участок реки — Бассейн Онежского озера без рр. Шуя, Суна, Водла и Вытегра, речной подбассейн реки — Свирь (включая реки бассейна Онежского озера). Относится к речному бассейну реки Нева (включая бассейны рек Онежского и Ладожского озера).
Код объекта в государственном водном реестре — 01040100612102000017444.